# Теория Куммера
В алгебраической теории чисел теория Куммера дает описание некоторых видов расширений поля, состоящих в добавлении к исходному полю корня n-ой степени из его элемента. 
Теория была разработана Эрнстом Эдуардом Куммером около 1840 года в его работе, связанной с теоремой Ферма.
При условии, что характеристика поля p взаимно проста с n при p > 0, основное утверждение теории не зависит от природы поля и потому относится к общей алгебре.
Теория Куммера имеет аналог для случая n=р (теория Артина — Шрейера). Роль группы {\displaystyle \mu _{n}} (см. ниже) в этом случае играет аддитивная группа простого подполя {\displaystyle \mathbb {F} _{p}} исходного поля.
Существует также принадлежащее Э. Витту обобщение этой теории для случая {\displaystyle n=p^{s}}, где {\displaystyle s>1}, использующее векторы Витта.
Теория Куммера является базовой, например, в теории полей классов и в понимании абелевых расширений. Она утверждает, что при наличии достаточного числа корней из единицы циклические расширения могут быть поняты в терминах выделения корней.

## Расширения Куммера
Расширение Куммера — это расширение поля L/K (то есть вложение поля K в поле L), такое что для некоторого целого n > 1 выполняются следующие два условия:
- K содержит n различных корней из единицы n-ой степени (то есть все корни уравнения xn−1)
- L/K содержит абелеву группу Галуа степени n (то есть n — наименьшее общее кратное порядков элементов этой группы).

Например, для n = 2 первое условие всегда верно, если характеристика K ≠ 2.
Расширения Куммера в этом случае включают квадратичные расширения L = K(√a), где a в K не является квадратом. При решении квадратных уравнений любое расширение K степени 2 имеет такой вид. Расширение Куммера включает в этом случае также биквадратные расширения и, обобщенно, мультиквадратные расширения.
При характеристике K, равной 2, такие расширения Куммера отсутствуют.
При n = 3 не существует расширений Куммера степени 3 в поле рациональных чисел Q, поскольку нужны три кубических корня из 1, так что нужны комплексные числа. Если L — поле разложения X3 − a над Q, где a не является кубом рационального числа, то L содержит подполе K с тремя кубическими корнями из 1. Последнее следует из факта, что если α и β — корни кубического многочлена, мы должны получить (α/β)3 =1, что является сепарабельным многочленом. Таким образом, L/K — расширение Куммера.
Обобщая, если K содержит n различных корней из единицы n-ой степени и характеристика K не делит n, добавление к K корня n-ой степени из какого-либо элемента a из K образует расширение Куммера (степени m, которое делит n).
В качестве поля разложения полинома Xn − a расширение Куммера необходимо в расширении Галуа циклической группы Галуа порядка m.

## Теория Куммера
Теория Куммера утверждает, что при наличии в K первообразного корня степени n, любое циклическое расширение K степени n образуется присоединением корня n-ой степени.
Если K× — мультипликативная группа ненулевых элементов K, циклические расширения K степени n соответствуют однозначно циклическим подгруппам
{\displaystyle K^{\times }/(K^{\times })^{n},}
то есть элементы K× по модулю n-х степеней.
Соответствие можно записать следующим образом: пусть задана циклическая подгруппа
{\displaystyle \Delta \subseteq K^{\times }/(K^{\times })^{n},}
соответствующее расширение задается формулой
{\displaystyle K(\Delta ^{1/n}),}
то есть присоединением n-х корней элементов Δ к K.
И обратно, если L — расширение Куммера для K, то Δ задается формулой
{\displaystyle \Delta =K^{\times }\cap (L^{\times })^{n}.}
В этом случае существует изоморфизм
{\displaystyle \Delta \cong \operatorname {Hom} (\operatorname {Gal} (L/K),\mu _{n}),}
задаваемый формулой
{\displaystyle a\mapsto {\biggl (}\sigma \mapsto {\frac {\sigma (\alpha )}{\alpha }}{\biggr )},}
где α — любой корень из  a n-ой степени в L.

## Обобщения
Имеется небольшое обобщение теории Куммера на абелевы расширения группы Галуа  степени n, и аналогичное утверждение верно в этом контексте. 
А именно, можно доказать, что такие расширения являются однозначным отображением в подгруппы
{\displaystyle K^{\times }/(K^{\times })^{n}.}
Если основное поле K не содержит корней из единицы n-ой степени, иногда используют изоморфизм
{\displaystyle K^{\times }/(K^{\times })^{n}{\stackrel {\sim }{\rightarrow }}H^{1}(G_{K},\mu _{n}).}